# Álvaro Obregón Tapia
Álvaro Obregón Tapia (Ciudad de México, 18 de diciembre de 1916-Tucson, 27 de septiembre de 1993) fue un político mexicano que se desempeñó como gobernador de Sonora de 1955 a 1961. Fue hijo de Álvaro Obregón y María Tapia. 

## Primeros años y familia
En vida procreó, junto con Fernanda Luken Aguilar, cuatro hijos: Álvaro, Antonio, Alfonso y Luis. Sus padres, Álvaro Obregón Salido y María Tapia Monteverde, eran prominentes en la historia del país, con su padre recordado como una de las personalidades más reconocidas de México de la Revolución Mexicana, que dirigió el país como Presidente de México y ganó otro término en 1928, pero fue asesinado inmediatamente después. 
Después de la muerte del general Obregón Salido, su esposa se mudó a Huatabampo, Sonora, y con ella todos sus hijos. Álvaro era el mayor de los siete; le seguían Mayo, Alba, Francisco, María, Cenobia y Ariel. Así, el pequeño Álvaro creció en un medio urbano rural, rodeado de veteranos de la revolución y bajo la tutela de los compañeros de su padre.
Casi no conoció al general Obregón Salido ya que apenas tenía once años cuando ocurrió el atentado en La Bombilla. por José de León Toral, por lo tanto, construyó la imagen paterna con las historias de los veteranos, lo que le contaban sus tías (las hermanas del general que residían en Huatabampo), y sobre todo a partir de los recuerdos maternos.
Cuando Álvaro Obregón Tapia visitaba el Castillo de Chapultepec, no sólo iba a recorrer el museo en que se convirtió el inmueble, sino que volvía al lugar que lo vio nacer. En una entrevista concedida al investigador Nicholas Pineda en 1992, Obregón Tapia le contó que en 1916 su padre era secretario de Guerra y Marina y que por este importante puesto residía en el castillo con su esposa, María Claudia Tapia Monteverde, quien entonces esperaba a su primer hijo y que por esos azares del destino él nació allí. Es de imaginarse entonces que debió sentirse casi tocado por la Providencia: no sólo nació en el Castillo de Chapultepec, sino que fue el primogénito de la pareja presidencial, hijo del caudillo más fuerte de la revolución y heredero de su nombre.

## Gobernador de Sonora
Obregón Tapia se postuló como candidato del Partido Revolucionario Institucional al gobierno estatal en 1955, pero su candidatura y proceso electoral tuvieron inconvenientes. Una primera piedra con la que tropezó fueron los antiguos aliados del general y expresidente Abelardo L. Rodríguez. Capitaneados por Francisco S. Elías, solían dedicarse a la ganadería y tenían intereses en la parte norte de Sonora. Afortunadamente, él contaba con el apoyo de Rodolfo Elías Calles, quien persuadió a Francisco S. Elías para que el grupo ganadero cesara en sus intenciones de competir por la candidatura.
Durante su mandato como Gobernador del Estado, Obregón destacó la importancia de la educación para el futuro crecimiento de Sonora y el país en su conjunto, y demostró su compromiso mediante la supervisión de la construcción de 139 escuelas primarias mayoritariamente rurales, y la institución de un programa de clases de noche para adultos. También amplió enormemente el sistema de carreteras del estado.
Junto con su esposa se destacó su gobierno por invertir en la educación y énfasis en la niñez.
Como nota curiosa en 1959 manifestantes del Movimiento Magisterial que exigía mejores salarios y prestaciones, arrojaron naranjas al exgobernador Álvaro Obregón Tapia, durante la celebración del grito de Independencia. Desde entonces se acostumbra recoger las naranjas de la plaza enfrente del Palacio de Gobierno en Hermosillo, Sonora para prevenir se conviertan en municiones contra el gobernante en turno. Se dice que uno de los naranjazos casi le pega a la esposa del gobernador, Fernanda Luken de Obregón, por lo que éste le dijo: “Agáchate, Fernanda”.[cita requerida]

## Muerte
Álvaro Obregón Tapia había estado recibiendo tratamiento en un hospital de Tucson en la entidad estadounidense de Arizona. Allí murió menos de tres meses antes de su 77 cumpleaños.